# Vicente Sabariegos
Vicente Sabariegos Sánchez (Piedrabuena, 19 de abril de 1810 - Retamosa, 6 de noviembre de 1873) fue un militar español que intervino en las tres guerras carlistas, apoyando en todas ellas al bando carlista.

## Biografía
Nació en Piedrabuena el 19 de abril de 1810. Estudió en Ciudad Real Filosofía y Bellas Artes. Contrajo matrimonio con la única hija del coronel carlista Manuel Adame Locho. Formando parte de la partida de su suegro, participó en la primera guerra carlista llegando a obtener el grado de coronel mayor del Regimiento de Tiradores de la Mancha. Con el citado regimiento formó parte sucesivamente de los ejércitos del Norte, de la Mancha, y de Aragón y Valencia. A pesar de la capitulación de las tropas carlistas del Norte en el Convenio de Vergara, continuó la lucha en las filas del general Ramón Cabrera con cuyos batallones se retiró a Francia en mayo de 1840.
Exiliado en Londres, frecuentó los círculos del pretendiente Carlos VI, quien al comienzo de la segunda guerra carlista le ascendió a brigadier y lo nombró comandante general de la Mancha. A partir de 1847 hasta finalizar el conflicto en 1848 organizó las partidas guerrilleras en ese territorio hasta que tuvo que entrar derrotado en Portugal en 1848. Por sus méritos le fue concedida la Gran Cruz de Isabel la Católica.
En 1869 se alzó en La Mancha por el nuevo pretendiente, Carlos de Borbón y Austria-Este, pero debido al fracaso de la insurrección general, la partida se disolvió pronto, logrando escapar Sabariegos. En 1872, al comienzo de la tercera guerra carlista, se levantaría de nuevo, siendo nombrado por Don Carlos comandante de las provincias de Extremadura. Más tarde organizó y dirigió la rebelión en Galicia y finalmente volvió a hacerse cargo de los batallones extremeños, manchegos y andaluces. Recibió la orden del cuartel real de impedir el reclutamiento de tropas que había acordado el gobierno republicano para enviarlas a sofocar el Cantón de Cartagena y la rebelión carlista. Tras recorrer las provincias de Ciudad Real, Badajoz, y el norte de las provincias de Sevilla y de Huelva volvió al norte de Cáceres donde en un encuentro con una compañía de la Guardia Civil en las cercanías de la aldea de Retamosa, en la provincia de Cáceres, resultó muerto el 6 de noviembre de 1873. Su cuerpo está enterrado en la cercana población de Deleitosa. Fue sustituido en el mando por José Díez de la Cortina y Cerrato.